# Controllo totale
Controllo totale è un Q disc della cantante pop italiana Anna Oxa, pubblicato nel 1980.

## Il disco
Il disco venne pubblicato nella serie Qdisc della RCA Italiana e rappresenta, in ordine cronologico, il terzo lavoro inciso dall'artista. Da esso è stato estratto il singolo in formato 45 giri Controllo totale/Metropolitana.

## Tracce
1. Controllo totale – 5:38 (testo: Marco Luberti – musica: Jeff Jourard)
2. Matto – 3:50 (Ivano Fossati)
3. Tu non sei l'America – 3:12 (testo: Paolo Amerigo Cassella – musica: John Vastano)
4. Metropolitana – 4:20 (testo: Marco Luberti – musica: Obirne , Snow)